# Li Chao (narciarz)
Li Chao (chiń. 李超; ur. 7 września 1988) – chiński kombinator norweski i skoczek narciarski. Uczestnik mistrzostw świata seniorów (2019). Dwukrotny uczestnik uniwersjady (2009 i 2015), brał też udział w zimowych igrzyskach azjatyckich (2017). W latach 2020–2021 rekordzista Chin w długości skoku narciarskiego mężczyzn. Medalista chińskich igrzysk zimowych oraz mistrzostw kraju.

## Przebieg kariery
W 2008 zdobył srebrny medal chińskich igrzysk zimowych w rywalizacji drużynowej skoczków narciarskich (w składzie drużyny Baicheng, którą reprezentował, znaleźli się wówczas również Sun Jianping i Wang Yang).
W 2009 wystartował w rywalizacji kombinatorów norweskich na zimowej uniwersjadzie – w obu konkursach indywidualnych zajął 25. miejsce (Gundersen HS90/10 km oraz start masowy HS90/10 km), a w konkursie drużynowym (HS90/3x5 km), wraz z chińskim zespołem, uplasował się na 7. pozycji. Podczas imprezy tej startował również w treningach przed indywidualnym konkursem skoczków narciarskich na skoczni normalnej, jednak ostatecznie nie został zgłoszony do żadnego konkursu skoków.
W styczniu 2015, w wieku ponad 26 lat, zadebiutował w oficjalnych zawodach międzynarodowych w skokach narciarskich organizowanych przez FIS, biorąc udział w konkursie skoków podczas zimowej uniwersjady – w konkursie indywidualnym zajął 49. pozycję, a w rywalizacji drużyn mieszanych (startując wspólnie z Li Xueyao) uplasował się na 7. miejscu. W grudniu 2016 zadebiutował w zawodach cyklu FIS Cup, zajmując w Notodden pozycje w dziewiątej dziesiątce. W lutym 2017 wziął udział w zimowych igrzyskach azjatyckich, zajmując w konkursie indywidualnym na skoczni dużej 16. miejsce, a w rywalizacji drużynowej na tym samym obiekcie, wspólnie z reprezentacją Chin (w której, oprócz niego, skakali również: Sun Jianping, Yang Guang i Tian Zhandong), zajął 4. pozycję.
W grudniu 2018 w Park City, w słabo obsadzonych konkursach FIS Cupu (w obu wystartował niespełna 30 zawodników) plasował się dwukrotnie w połowie drugiej dziesiątki, zdobywając pierwsze w karierze punkty zawodów tej rangi. W styczniu 2019 w Jilin zdobył srebrny medal mistrzostw Chin w konkursie indywidualnym na skoczni normalnej. 26 stycznia 2019 w Planicy zadebiutował w Pucharze Kontynentalnym, zajmując 50. lokatę. W lutym 2019 wystartował w mistrzostwach świata seniorów – wziął udział tylko w kwalifikacjach do konkursu indywidualnego na skoczni normalnej, wyprzedzając w nich dwóch rywali: Kazachów Nikitę Diewiatkina i Nurszata Tursunżanowa.
Stawał na podium Chińskich Igrzysk Zimowych 2020 rozgrywanych w Planicy – w letniej części rywalizacji, odbywającej się w październiku 2019, zdobył brązowy medal w konkursie indywidualnym na skoczni normalnej oraz złoty w rywalizacji drużyn mieszanych na tym samym obiekcie. Z kolei w części zimowej, która miała miejsce w styczniu 2020, zdobył złote medale w czterech konkurencjach: konkursie drużynowym i rywalizacji drużyn mieszanych na obiekcie normalnym, a także w zawodach indywidualnych na skoczni normalnej i dużej. W ostatnim z tych konkursów skokiem na odległość 128,5 metra ustanowił nowy rekord Chin w długości skoku narciarskiego mężczyzn. Wynik ten był rekordem kraju do stycznia 2021, kiedy poprawił go Song Qiwu.

## Osiągnięcia –kombinacja norweska

### Uniwersjada
| Miejsce | Dzień       | Rok  | Miejscowość | Konkurencja             | Wynik zwycięzcy | Strata   | Zwycięzca     |
| ------- | ----------- | ---- | ----------- | ----------------------- | --------------- | -------- | ------------- |
| 25.     | 20 stycznia | 2009 | Yabuli      | Gundersen HS90/10 km    | 34:38,1         | +10:40,3 | Steffen Tepel |
| 7.      | 22 stycznia | 2009 | Yabuli      | Sztafeta HS90/3x5 km    | 37:21,5         | +11:20,2 | Japonia       |
| 25.     | 24 stycznia | 2009 | Yabuli      | Start masowy HS90/10 km | 23:40,6         | +6:06,0  | Koichiro Sato |

## Osiągnięcia –skoki narciarskie

### Mistrzostwa świata

#### Indywidualnie
| 2019 Seefeld/Innsbruck | – | nie zakwalifikował się (K-99) |

#### Starty Li Chao na mistrzostwach świata – szczegółowo
| Miejsce | Dzień   | Rok  | Miejscowość | Skocznia                   | Punkt K | HS     | Konkurs  | Skok 1 | Skok 2 | Nota     | Strata                  | Zwycięzca               |
| ------- | ------- | ---- | ----------- | -------------------------- | ------- | ------ | -------- | ------ | ------ | -------- | ----------------------- | ----------------------- |
| NQ      | 1 marca | 2019 | Seefeld     | Toni-Seelos-Olympiaschanze | K-99    | HS-109 | indywid. | 73,0 m | 73,0 m | 52,7 pkt | Nie zakwalifikował się. | Nie zakwalifikował się. |

### Uniwersjada

#### Indywidualnie
| 2015 Szczyrbskie Jezioro | – | 49. miejsce |

#### Drużynowo
| 2015 Szczyrbskie Jezioro | – | 7. miejsce (drużyna mieszana) |

#### Starty Li Chao na uniwersjadzie – szczegółowo
| Miejsce | Dzień       | Rok  | Miejscowość         | Skocznia  | Punkt K | HS     | Konkurs      | Skok 1 | Skok 2 | Nota                 | Strata    | Zwycięzca          |
| ------- | ----------- | ---- | ------------------- | --------- | ------- | ------ | ------------ | ------ | ------ | -------------------- | --------- | ------------------ |
| 49.     | 27 stycznia | 2015 | Szczyrbskie Jezioro | MS 1970 B | K-90    | HS-100 | indywid.     | 64,5 m | –      | 47,2 pkt             | 201,6 pkt | Władimir Zografski |
| 7.      | 30 stycznia | 2015 | Szczyrbskie Jezioro | MS 1970 B | K-90    | HS-100 | druż. miesz. | 60,0 m | –      | 102,6 pkt (32,0 pkt) | 99,8 pkt  | Japonia            |

### Puchar Kontynentalny

#### Miejsca w poszczególnych konkursach Pucharu Kontynentalnego
| Źródło                                                                        | Źródło            | Źródło     | Źródło     | Źródło              | Źródło              | Źródło            | Źródło            | Źródło              | Źródło              | Źródło        | Źródło        | Źródło           | Źródło           | Źródło              | Źródło              | Źródło              | Źródło              | Źródło           | Źródło           | Źródło           | Źródło           | Źródło     | Źródło     | Źródło         | Źródło         | Źródło            | Źródło            | Źródło | Źródło | Źródło | Źródło | Źródło | Źródło | Źródło | Źródło | Źródło | Źródło | Źródło | Źródło | Źródło | Źródło | Źródło | Źródło | Źródło | Źródło | Źródło | Źródło | Źródło | Źródło | Źródło | Źródło | Źródło | Źródło | Źródło | Źródło | Źródło | Źródło | Źródło | Źródło |
| ----------------------------------------------------------------------------- | ----------------- | ---------- | ---------- | ------------------- | ------------------- | ----------------- | ----------------- | ------------------- | ------------------- | ------------- | ------------- | ---------------- | ---------------- | ------------------- | ------------------- | ------------------- | ------------------- | ---------------- | ---------------- | ---------------- | ---------------- | ---------- | ---------- | -------------- | -------------- | ----------------- | ----------------- | ------ | ------ | ------ | ------ | ------ | ------ | ------ | ------ | ------ | ------ | ------ | ------ | ------ | ------ | ------ | ------ | ------ | ------ | ------ | ------ | ------ | ------ | ------ | ------ | ------ | ------ | ------ | ------ | ------ | ------ | ------ | ------ |
| Sezon 2018/2019                                                               |                   |            |            |                     |                     |                   |                   |                     |                     |               |               |                  |                  |                     |                     |                     |                     |                  |                  |                  |                  |            |            |                |                |                   |                   |        |        |        |        |        |        |        |        |        |        |        |        |        |        |        |        |        |        |        |        |        |        |        |        |        |        |        |        |        |        |        |        |
| Lillehammer HS140                                                             | Lillehammer HS140 | Ruka HS142 | Ruka HS142 | Engelberg HS140     | Engelberg HS140     | Klingenthal HS140 | Klingenthal HS140 | Bischofshofen HS140 | Bischofshofen HS140 | Sapporo HS137 | Sapporo HS137 | Sapporo HS137    | Planica HS139    | Planica HS139       | Iron Mountain HS133 | Iron Mountain HS133 | Iron Mountain HS133 | Oberstdorf HS137 | Oberstdorf HS137 | Brotterode HS117 | Brotterode HS117 | Rena HS139 | Rena HS139 | Zakopane HS140 | Zakopane HS140 | Czajkowskij HS140 | Czajkowskij HS140 | punkty | punkty | punkty | punkty | punkty | punkty | punkty | punkty | punkty | punkty | punkty | punkty | punkty | punkty | punkty | punkty | punkty | punkty | punkty |        |        |        |        |        |        |        |        |        |        |        |        |        |
| -                                                                             | -                 | -          | -          | -                   | -                   | -                 | -                 | -                   | -                   | -             | -             | -                | 50               | 50                  | 47                  | 50                  | 46                  | -                | -                | -                | -                | -          | -          | -              | -              | -                 | -                 | 0      | 0      | 0      | 0      | 0      | 0      | 0      | 0      | 0      | 0      | 0      | 0      | 0      | 0      | 0      | 0      | 0      | 0      | 0      |        |        |        |        |        |        |        |        |        |        |        |        |        |
| Sezon 2019/2020                                                               |                   |            |            |                     |                     |                   |                   |                     |                     |               |               |                  |                  |                     |                     |                     |                     |                  |                  |                  |                  |            |            |                |                |                   |                   |        |        |        |        |        |        |        |        |        |        |        |        |        |        |        |        |        |        |        |        |        |        |        |        |        |        |        |        |        |        |        |        |
| Vikersund HS117                                                               | Vikersund HS117   | Ruka HS142 | Ruka HS142 | Bischofshofen HS142 | Bischofshofen HS142 | Klingenthal HS140 | Klingenthal HS140 | Sapporo HS137       | Sapporo HS137       | Planica HS138 | Planica HS138 | Brotterode HS117 | Brotterode HS117 | Iron Mountain HS133 | Iron Mountain HS133 | Predazzo HS135      | Predazzo HS135      | Rena HS139       | Lahti HS130      | Lahti HS130      | punkty           | punkty     | punkty     | punkty         | punkty         | punkty            | punkty            | punkty | punkty | punkty | punkty | punkty | punkty | punkty | punkty | punkty | punkty | punkty | punkty |        |        |        |        |        |        |        |        |        |        |        |        |        |        |        |        |        |        |        |        |
| dq                                                                            | 71                | -          | -          | 64                  | -                   | -                 | -                 | -                   | 50                  | -             | -             | -                | -                | -                   | -                   | 62                  | -                   | -                | -                | -                | 0                | 0          | 0          | 0              | 0              | 0                 | 0                 | 0      | 0      | 0      | 0      | 0      | 0      | 0      | 0      | 0      | 0      | 0      | 0      |        |        |        |        |        |        |        |        |        |        |        |        |        |        |        |        |        |        |        |        |
| Legenda                                                                       |                   |            |            |                     |                     |                   |                   |                     |                     |               |               |                  |                  |                     |                     |                     |                     |                  |                  |                  |                  |            |            |                |                |                   |                   |        |        |        |        |        |        |        |        |        |        |        |        |        |        |        |        |        |        |        |        |        |        |        |        |        |        |        |        |        |        |        |        |
| 1 2 3 4-10 11-30 poniżej 30 dq – dyskwalifikacja - − zawodnik nie wystartował |                   |            |            |                     |                     |                   |                   |                     |                     |               |               |                  |                  |                     |                     |                     |                     |                  |                  |                  |                  |            |            |                |                |                   |                   |        |        |        |        |        |        |        |        |        |        |        |        |        |        |        |        |        |        |        |        |        |        |        |        |        |        |        |        |        |        |        |        |

### FIS Cup

#### Miejsca w klasyfikacji generalnej
| Sezon     | Miejsce |
| --------- | ------- |
| 2018/2019 | 92.     |

#### Miejsca w poszczególnych konkursachFIS Cupu
| Źródło                                                                        | Źródło        | Źródło           | Źródło           | Źródło       | Źródło       | Źródło           | Źródło           | Źródło             | Źródło             | Źródło         | Źródło         | Źródło         | Źródło         | Źródło               | Źródło               | Źródło          | Źródło          | Źródło         | Źródło         | Źródło       | Źródło       | Źródło | Źródło | Źródło | Źródło | Źródło | Źródło | Źródło | Źródło | Źródło | Źródło | Źródło | Źródło | Źródło | Źródło | Źródło | Źródło | Źródło | Źródło |
| ----------------------------------------------------------------------------- | ------------- | ---------------- | ---------------- | ------------ | ------------ | ---------------- | ---------------- | ------------------ | ------------------ | -------------- | -------------- | -------------- | -------------- | -------------------- | -------------------- | --------------- | --------------- | -------------- | -------------- | ------------ | ------------ | ------ | ------ | ------ | ------ | ------ | ------ | ------ | ------ | ------ | ------ | ------ | ------ | ------ | ------ | ------ | ------ | ------ | ------ |
| Sezon 2016/2017                                                               |               |                  |                  |              |              |                  |                  |                    |                    |                |                |                |                |                      |                      |                 |                 |                |                |              |              |        |        |        |        |        |        |        |        |        |        |        |        |        |        |        |        |        |        |
| Villach HS98                                                                  | Villach HS98  | Szczyrk HS106    | Szczyrk HS106    | Kuopio HS127 | Kuopio HS127 | Einsiedeln HS117 | Einsiedeln HS117 | Hinterzarten HS108 | Hinterzarten HS108 | Rasnov HS100   | Rasnov HS100   | Notodden HS100 | Notodden HS100 | Zakopane HS140       | Zakopane HS140       | Eau Claire HS95 | Eau Claire HS95 | Sapporo HS100  | Sapporo HS134  | punkty       | punkty       | punkty | punkty | punkty | punkty |        |        |        |        |        |        |        |        |        |        |        |        |        |        |
| -                                                                             | -             | -                | -                | -            | -            | -                | -                | -                  | -                  | -              | -              | 83             | 84             | -                    | -                    | -               | -               | -              | -              | 0            | 0            | 0      | 0      | 0      | 0      |        |        |        |        |        |        |        |        |        |        |        |        |        |        |
| Sezon 2018/2019                                                               |               |                  |                  |              |              |                  |                  |                    |                    |                |                |                |                |                      |                      |                 |                 |                |                |              |              |        |        |        |        |        |        |        |        |        |        |        |        |        |        |        |        |        |        |
| Villach HS98                                                                  | Villach HS98  | Szczyrk HS106    | Szczyrk HS106    | Râșnov HS97  | Râșnov HS97  | Notodden HS100   | Notodden HS100   | Park City HS100    | Park City HS100    | Zakopane HS140 | Zakopane HS140 | Planica HS102  | Planica HS102  | Rastbüchl HS78       | Rastbüchl HS78       | Villach HS98    | Villach HS98    | punkty         | punkty         | punkty       | punkty       | punkty | punkty | punkty | punkty |        |        |        |        |        |        |        |        |        |        |        |        |        |        |
| -                                                                             | -             | -                | -                | -            | -            | -                | -                | 16                 | 15                 | -              | -              | 63             | 61             | -                    | -                    | 47              | dq              | 31             | 31             | 31           | 31           | 31     | 31     | 31     | 31     |        |        |        |        |        |        |        |        |        |        |        |        |        |        |
| Sezon 2019/2020                                                               |               |                  |                  |              |              |                  |                  |                    |                    |                |                |                |                |                      |                      |                 |                 |                |                |              |              |        |        |        |        |        |        |        |        |        |        |        |        |        |        |        |        |        |        |
| Szczyrk HS106                                                                 | Szczyrk HS106 | Szczuczyńsk HS99 | Szczuczyńsk HS99 | Ljubno HS94  | Ljubno HS94  | Pjongczang HS109 | Pjongczang HS109 | Râșnov HS97        | Râșnov HS97        | Villach HS98   | Villach HS98   | Notodden HS98  | Notodden HS98  | Oberwiesenthal HS106 | Oberwiesenthal HS106 | Zakopane HS140  | Zakopane HS140  | Rastbüchl HS78 | Rastbüchl HS78 | Villach HS98 | Villach HS98 | punkty | punkty | punkty | punkty | punkty | punkty | punkty | punkty | punkty | punkty | punkty | punkty |        |        |        |        |        |        |
| -                                                                             | -             | -                | -                | 68           | 71           | -                | -                | -                  | -                  | 83             | 68             | 51             | 53             | -                    | -                    | -               | -               | -              | -              | 61           | 74           | 0      | 0      | 0      | 0      | 0      | 0      | 0      | 0      | 0      | 0      | 0      | 0      | 0      |        |        |        |        |        |
| Legenda                                                                       |               |                  |                  |              |              |                  |                  |                    |                    |                |                |                |                |                      |                      |                 |                 |                |                |              |              |        |        |        |        |        |        |        |        |        |        |        |        |        |        |        |        |        |        |
| 1 2 3 4-10 11-30 poniżej 30 dq – dyskwalifikacja - − zawodnik nie wystartował |               |                  |                  |              |              |                  |                  |                    |                    |                |                |                |                |                      |                      |                 |                 |                |                |              |              |        |        |        |        |        |        |        |        |        |        |        |        |        |        |        |        |        |        |